# Muralla del Carme
La Muralla del Carme és un carrer de Valls (Alt Camp) on destaquen tres cases incloses a l'Inventari del Patrimoni Arquitectònic de Catalunya.

## Descripció
Conjunt de tres cases entre mitgeres, que tenen baixos, entresòl i dues plantes més. Les corresponents als múmeros 5 i 7 tenen solament una sola obertura per planta; la que està a l'altura del segon pis, la golfa, té una finestra amb arc de mig punt.
En el número 9 s'estan realitzant obres de rehabilitació i restauració de la fatxada (maig 1992), i, en el número 7, s'han acabat recentment.
Aquesta casa -la número 9- té més interés arquitectònic que les altres dues. A la planta baixa hi ha un arc rebaixat i també hi ha una cornisa de teula ceràmica recolzada en una motllura. Hem de fer esment que en aquest indret, múmero 9, també hi figura una petita placa amb el número 7.